# Julian Rossi Ashton
Julian Rossi Ashton (27 de enero de 1851 – 27 de abril de 1942) fue un artista y profesor australiano nacido en Inglaterra. Es especialmente reconocido por haber fundado la Julian Ashton Art School en Sídney y por alentar a los pintores australianos a pintar motivos de los paisajes y flora local en plein air, influyendo en gran medida sobre el movimiento impresionista de la Heidelberg School.
Fue el principal organizador de la Exhibición de Arte Australiano en Londres de 1898, la primera gran exhibición internacional de arte australiano.